# Еммет Маклафлін
Еммет Маклафлін (англ. Emmet McLoughlin, нар. 6 жовтня 1922, Донегол — пом. 26 лютого 1988) — ірландський футболіст, який грав на позиції інсайда. Відомий за виступами в низці ірландських клубів та у складі збірної Ірландії на літніх Олімпійських іграх 1948.

## Клубна кар'єра
Еммет Маклафлін народився у графстві Донегол. Розпочав грати у футбол у юнацькій команді «Мовілл Селтік». У 1943 році Еммет Маклафлін став гравцем дублінського клубу «Богеміан», а наступного року грав у складі іншого клубу з ірландської столиці «Сент-Джеймс Гейт». У 1944—1945 роках Маклафлін грав у складі клубу «Дандолк», а в 1945—1946 роках грав у складі клубу «Шелбурн». 1948 рік футболіст розпочав у складі північноірландського клубу ірландської футбольної ліги «Деррі Сіті», далі в цьому році грав у команді Університетського коледжу Дубліна, а в кінці року аж до кінця 1949 року грав у складі клубу «Богеміан». У 1950 році Маклафлін знову грав у складі клубу «Деррі Сіті», а в 1951 році грав у складі північноірландського клубу «Портадаун», після чого завершив виступи на футбольних полях. після завершення виступів на футбольних полях Еммет Маклафлін жив у Англії, де й помер у 1988 році.

## Виступи за збірну
У 1948 році Еммет Маклафлін у складі збірної Ірландії брав участь у літніх Олімпійських іграх 1948 у Лондоні, де ірландська збірна вибула на попередньому етапі. Надалі Маклафлін до 1951 року грав також у аматорській збірній Ірландії, у складі якої провів низку товариських матчів.